# Heinkel HE 3
L'Heinkel HE 3 era un velivolo sportivo costruito in Germania nei primi anni 1920. Era un monoplano convenzionale ad ala bassa con posti a sedere per tre persone. L'ala era dotata di montanti invece che tiranti (una caratteristica insolita e avanzata per i tempi). Il carrello fisso venne progettato per essere rapidamente cambiata da pattino a ruote a scarpone per il funzionamento da idrovolante. L'HE 3 vinse il primo premio nella sua categoria nel 1923 nella manifestazione aerea a Göteborg e venne successivamente selezionato come aereo da addestramento dalla marina svedese che ne acquistò due esemplari. In svedese l'aereo venne soprannominato di Paddan ("Rospo").
L'HE 3 avevano ali in legno ricoperte di tela con fusoliera di legno compensato. Uno stretto derivato dell'HE 3 interamente metallico fu l'Heinkel HD 18.

## Operatori
Svezia
- Svenska marinen
- Svenska Flygvapnet